# Ажиновское сельское поселение
Ажиновское сельское поселение — муниципальное образование в Багаевском районе Ростовской области.
Административный центр поселения — хутор Ажинов.

## География
Поселение расположено в северо-восточной части района, граничит с Семикаракорским районом. В нём протекает река Подпольная.

## История
Ажиновский сельсовет появился 20 апреля 1978 за счет территории Ёлкинского сельсовета.

## Административное устройство
В состав Ажиновского сельского поселения входят:
- хутор Ажинов
- хутор Калинин
- хутор Карповка
- хутор Сараи
- посёлок Привольный

## Население
| 2010  | 2012  | 2013  | 2014  | 2015  | 2016  | 2017  |
| ----- | ----- | ----- | ----- | ----- | ----- | ----- |
| 2925  | ↘2870 | ↘2828 | ↘2802 | ↗2818 | ↗2843 | ↗2868 |
| 2018  | 2019  | 2020  | 2021  |       |       |       |
| ↘2851 | ↘2849 | ↘2815 | ↘2773 |       |       |       |